# Société philosophique italienne
La Société philosophique italienne (Società Filosofica Italiana, acronyme: SFI) est une société savante italienne, association sans but lucratif dont le siège social se trouve au département d'études philosophiques et épistémologiques de l'université La Sapienza de Rome et avec des sections locales dans les principales villes d'Italie, composée d'universitaires de la recherche philosophique, de professeurs de philosophie des universités et lycées ou d'amateurs de philosophie.

## Didactique
La SFI se propose « ... de promouvoir : 
- la recherche philosophique au niveau scientifique ;
- une mise en ordre appropriée des structures didactiques culturelles et des pratiques de recherche philosophique ;
- la valorisation et la protection du professionnalisme des professeurs de philosophie et de leurs qualifications ;
- la rencontre et la collaboration entre Italiens passionnés des disciplines philosophiques et la création de centres d'études locaux ;
- la rencontre et la collaboration entre les passionnés italiens de disciplines philosophiques et ceux d'autres pays;
- le développement et la diffusion de la culture philosophique dans la société civile, avec une attention particulière à l'éducation philosophique des jeunes[1]. »

## Histoire
Le SFI est née en 1906 lors du 1er congrès national de philosophie promu par le mathématicien Federigo Enriques à Bologne et à partir de 1907 elle a comme organe de presse la Rivista di filosofia (fondée par Enriques avec Giuseppe Bruni, Antonio Dionisi, Eugenio Rignano et Andrea Giardina).En 1926, à la suite de la dissolution du VIe Congrès national de philosophie présidé par Piero Martinetti, qui envoie une lettre de protestation au recteur Luigi Mangiagalli « au nom de la liberté des études et de la tradition italienne contre un acte de violence qui empêche l'exercice de la discussion philosophique et prétend vainement lier la vie de la pensée. », la SFI s'aligne entièrement sur la politique culturelle du fascisme. L'association est reconnue officiellement en 1931 par le décret gouvernemental du 21 juin et par la concession d'un organe périodique de visibilité: l'Archivio di Filosofia. L'activité en autonomie relative cesse complètement en 1939, lorsque le régime décrète l'absorption de la SFI (avec sa revue), par l'Institut d'études philosophiques, fondé la même année par Enrico Castelli, qui l'incorpore sous le nom d'Association philosophique italienne (Associazione filosofica italiana).
La Société philosophique italienne a célébré son centenaire par le congrès extraordinaire La Filosofia italiana oggi (la philosophie italienne aujourd'hui) qui s'est tenu à Rome les 19 et 20 octobre 2006 au salon Pietro da Cortona du palais des Conservateurs du Campidoglio, sous le patronage du président de la République italienne, Giorgio Napolitano, qui envoie un message,.
L'association est chargée par le ministère de l'Instruction publique d'organiser des cours de perfectionnement pour les enseignants et promeut, en accord avec ce même ministère, l'Olympiade nationale et internationale de philosophie qui se tient chaque année et est ouverte aux lycéens.
L'association publie une revue quatre fois par an intitulée Bollettino della Società Filosofica Italiana et depuis 1997 la revue télématique Comunicazione Filosofica.